# Ludwig Casimir (Hohenlohe-Neuenstein)

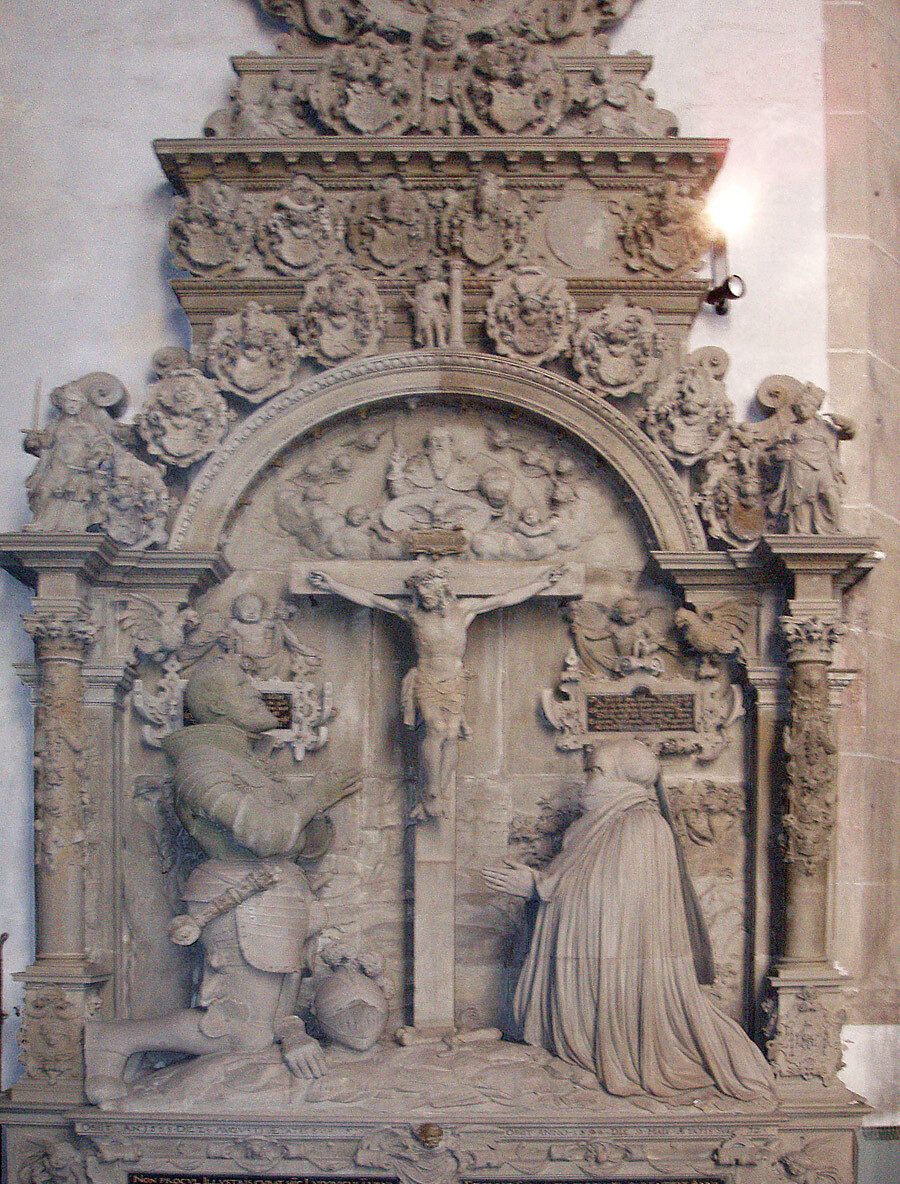
Epitaph von Ludwig Casimir Graf zu Hohenlohe-Neuenstein und seiner Frau Anna in der Stiftskirche St. Peter und Paul in Öhringen

Ludwig Casimir von Hohenlohe (* 12. Januar 1517 in Öhringen; † 24. August 1568 in Neuenstein) war von 1551 bis 1568 regierender Graf zu Hohenlohe-Neuenstein, Senior des Hauses Hohenlohe und kaiserlicher Rat.

## Abstammung
Graf Ludwig Casimir von Hohenlohe war der Sohn des Grafen Georg I. von Hohenlohe-Waldenburg (1488–1551) und der in jungen Jahren verstorbenen Gräfin Praxedis von Sulz († 1521).

## Leben
Der im Jahr der Reformation 1517 geborene Graf verlor bereits als vierjähriger Junge seine Mutter. Im Alter von zehn Jahren ging er zum Studium an die Universität Tübingen. Er wurde dort 1527 unter dem Rektorat von Balthasar Käuffelin immatrikuliert. Schon früh wurde er ein überzeugter Anhänger der Reformation. Er nahm an den Reichstagen in Speyer 1544 und in Augsburg 1551 teil und unterzeichnete dort auch die jeweiligen Abschiede. Nach dem Tod seines Vaters und seines Onkels Albrecht, die beide im Jahre 1551 verstarben, wurde Graf Ludwig Casimir wenige Monate nach seinem Regierungsantritt auch Senior des Gesamthauses Hohenlohe. Mit dem Seniorat verbunden war die Würde, beim Antritt eines neuen Kaisers jeweils für das gesamte Haus Hohenlohe die Reichslehen bestätigt zu bekommen. 1552 nahm er durch den Bevollmächtigten des Kaisers, den Reichskammerrichter Graf Wilhelm Werner von Zimmern, erstmals die Lehen in seiner Eigenschaft als neuer Senior entgegen und erneut 1558 nach Antritt des Kaisers Ferdinand.
Das Jahr 1551 bot mit dem Ableben des Vaters den Anlass zur Hauptlandesteilung des Hauses Hohenlohe zwischen dem Senior und seinem Halbbruder Eberhard, womit dann 1553 die beiden neuzeitlichen Hauptlinien des Hauses Hohenlohe, Neuenstein (mit Langenburg, Ingelfingen, Öhringen und Kirchberg) und Waldenburg (mit Bartenstein und Schillingsfürst), entstanden. Die folgenden Jahre waren überschattet von zahllosen Erbstreitigkeiten, die diese Landesteilung nach sich zog. Es galt die genaue Nutzung der vorhandenen Wälder, Seen, Jagden, Herrschaftsrechte und Ansprüche auf Frondienste zu regeln. Besonders streitbar erwies sich dabei Ludwig Casimirs Stiefmutter Helena, die eine Tochter des Bauernjörgs war und sich vehement für die Rechte ihres Sohnes Eberhard einsetzte.
1553 nahm Graf Ludwig Casimir von den Untertanen seiner Herrschaftsgebiete die Erbhuldigung entgegen. Er wohnte der Wahl des Kaisers Maximilian II. in Frankfurt bei und empfing am 21. März 1566 in Augsburg aus seiner Hand erneut die Reichslehen. Maximilian II. verlieh ihm zudem den Titel eines kaiserlichen Rats. Außerdem gab der Kaiser ihm die Erlaubnis, in seiner Residenz Neuenstein zwei Jahrmärkte abhalten zu lassen. Das dortige sanierungsbedürftige Schloss ließ Graf Ludwig Casimir durch den Baumeister Balthasar Wolff zu einem Schloss im Stil der Renaissance umgestalten.
Während seiner 17 Jahre währenden Herrschaft widmete sich Graf Ludwig Casimir auch besonders der Neuordnung des Kirchen- und Schulwesens im Sinne der Reformation. Nach dem Tod von Pfarrer Caspar Huberinus 1553, der zwar in Öhringen schon evangelisch gepredigt hatte, sich aber mit den dortigen katholischen Chorherren im Stift Öhringen noch arrangierte, berief Graf Ludwig Casimir die beiden Brüder Johann und Gallus Hartmann aus dem württembergischen Güglingen und aus der Reichsstadt Esslingen am Neckar als Superintendenten für die Kirchen in Öhringen und Neuenstein und führte mit deren Hilfe die Reformation durch.
Graf Ludwig Casimirs Verdienst ist es auch, für seine Linie die Wiedereinlösung der Pfandschaft Kirchberg und den Kauf der Herrschaft Schrozberg getätigt und damit seinen Hausbesitz erweitert zu haben.

## Familie
Im November 1540 heiratete Graf Ludwig Casimir in Römhild Anna zu Solms-Lich (* 12. November 1522 in Laubach; † 9. Mai 1594 in Neuenstein), eine Tochter von Graf Otto von Solms-Lich (1496–1522) und der Anna von Mecklenburg. Somit war Graf Ludwig Casimirs Frau über ihre Mutter eine Halbschwester des Landgrafen Philipp des Großmütigen, eines Hauptvorkämpfers der Reformation.
Aus der Ehe von Graf Ludwig Casimir mit Anna gingen neun Kinder hervor, von denen jedoch lediglich vier das Erwachsenenalter erreichten:
- Albrecht (1543–1575), verheiratet seit 1566 mit Eleonore von Hanau-Lichtenberg (1544–1585)
- Wolfgang II. (1546–1610), verheiratet seit 1567 mit Gräfin Magdalena von Nassau-Dillenburg (1547–1633), Tochter Wilhelms des Reichen
- Philipp (1550–1606), Generalleutnant, später Graf von Hohenlohe-Neuenstein, verheiratet seit 1595 mit der Prinzessin Maria von Oranien-Nassau (1556–1616)
- Friedrich (1553–1590), später Graf von Hohenlohe-Langenburg, verheiratet seit 1585 mit Elisabeth, Prinzessin von Braunschweig-Lüneburg (1565–1621), Tochter Wilhelms des Jüngeren.

Nach dem Tod des Grafen Ludwig Casimir ließ seine Witwe, die ihn um mehr als 25 Jahre überlebte, ein lebensgroßes Epitaph in der Stiftskirche Öhringen errichten, das 1570 durch den Bildhauer Johann von Trarbach ausgeführt wurde. Das Grab der Eheleute befindet sich dort in der Stiftskirche.